# Heart (album de Yuna Ito)
Pour les articles homonymes, voir Heart (homonymie).
Albums de Yuna Itō
Wish
(2008)
Singles
Heart est le 1eralbum de Yuna Itō, sorti sous le label Studioseven Recordings le 24 janvier 2007 au Japon. Il atteint la 1re place du classement de l'Oricon. Il se vend à 224 428 exemplaires la première semaine, et reste classé pendant 50 semaines, pour un total de 523 715 exemplaires vendus. Il sort en format CD et CD+DVD.

## Les chansons
- Endless Story a été utilisé comme thème musical pour le film NANA.
- Losin' a été utilisé comme musique de générique de fin japonaise, de la 2esaison de la série Lost.
- Precious a été utilisé comme thème musical pour le film Limit of Love : Umizaru.
- Faith a été utilisé comme musique de générique de fin, de la série Unfair.
- Truth a été utilisé comme thème musical pour le film NANA 2.

## Liste des titres
| 1.  | Workaholic                       | H.U.B.                       | (ja) Cannabis                       | 4:21 |
| 2.  | Endless Story                    | Dawn Ann Thomas              | Dawn Ann Thomas, HΛL                | 5:05 |
| 3.  | Losin'                           | H.U.B.                       | SiZK, ViVi                          | 4:11 |
| 4.  | Know-how                         | Noguchi Kei                  | mugen, URU                          | 5:23 |
| 5.  | Precious                         | Noguchi Kei                  | (ja) Haya10, Maestro-T              | 5:47 |
| 6.  | Tender Is the Night              | Noguchi Kei                  | Shoichiro Hirata, Maestro-T         | 4:19 |
| 7.  | Fragile                          | H.U.B.                       | Giraffe, Cannabis                   | 3:29 |
| 8.  | Nobody Knows                     | H.U.B.                       | Haya10                              | 5:22 |
| 9.  | Faith                            | Kenn Kato                    | BOUNCEBACK, Ryosuke Imai (今井了介) | 4:45 |
| 10. | Stay for Love                    | Natsumi Kobayashi            | FLAT5th, Wataru Okamoto, SiZK       | 4:22 |
| 11. | Truth                            | 田久保真見, Yamamoto Shigemi | Yasuzi Gotô, HΛL                    | 5:40 |
| 12. | Perfume                          | H.U.B.                       | Naoki Ito (伊藤直樹), Maestro-T     | 4:59 |
| 13. | Precious (wedding extended ver.) | Noguchi Kei                  | Haya10, Yūta Nakano                 | 6:02 |

| 1. | Truth （Original Version）     |  |
| 2. | Stuck on You                   |  |
| 3. | Faith                          |  |
| 4. | Losin'                         |  |
| 5. | Precious （Special Version）   |  |
| 6. | Endless Story （The Memories） |  |